# Palliduphantes florentinus
Palliduphantes florentinus är en spindelart som först beskrevs av Lodovico di Caporiacco 1947.  Palliduphantes florentinus ingår i släktet Palliduphantes och familjen täckvävarspindlar.
Artens utbredningsområde är Italien. Inga underarter finns listade i Catalogue of Life.